# Počáteční mléko
Počáteční mléko je průmyslově vyráběný preparát počáteční výživy. Pokud dítě nemůže být kojeno, přicházejí na řadu výrobky dětské výživy (př. NESTLÉ Beba, Hami, HiPP mléko, Humana, atd.), které musí obsahovat určité množství živin, vitamínů a minerálních látek. Počáteční mléka jsou určena pro novorozence a kojence ve věku od 0 do cca 6 měsíců, pak následují pokračovací mléka.